# Timothy Stack
Timothy "Tim" Stack (ur. 1957) – amerykański aktor oraz scenarzysta.

## Życiorys
Stack urodził się w Pensylwanii w 1957 roku. W 1974 roku skończył liceum, po czym wstąpił na uczelnię Boston College. Po zakończeniu studiów przeprowadził się do Los Angeles, gdzie wstąpił do grupy teatru improwizowanego.
Karierę aktorską rozpoczął w 1990 roku, występując w serialu Parker Lewis Can't Lose. Następnie zagrał w filmie Night Stand with Dick Dietrick. Rola w serialu Nagi patrol przyniosła mu popularność oraz szeroką rozpoznawalność.
Od 2005 roku zajmuje się głównie dubbingowaniem filmów animowanych. W tym samym roku wystąpił w show prowadzonym Jaya Leno oraz serialu telewizyjnym Na imię mi Earl, gdzie gra siebie samego.
W ostatnich latach Stack występuje w ekranizacjach sitcomów, znanych seriali sprzed lat, takich jak Cudowne lata, Kroniki Seinfelda, a także Skrzydła.

## Wybrana filmografia
- 1982 – Najlepszy mały burdelik w Teksasie
- 1985 – Aviator
- 1986 – Punky Brewster
- 1990 – Parker Lewis Can't Lose
- 1994 – Skrzydła
- 1996 – Dear God
- 2000 – Cast Away: Poza światem
- 2000 – Nagi patrol
- 2003 – Straszny film 3
- 2005 – American Pie: Wakacje
- 2005-? – Na imię mi Earl